# Ectogonia echephurealis
Ectogonia echephurealis là một loài bướm đêm trong họ Noctuidae.